# 尼斯歌剧院

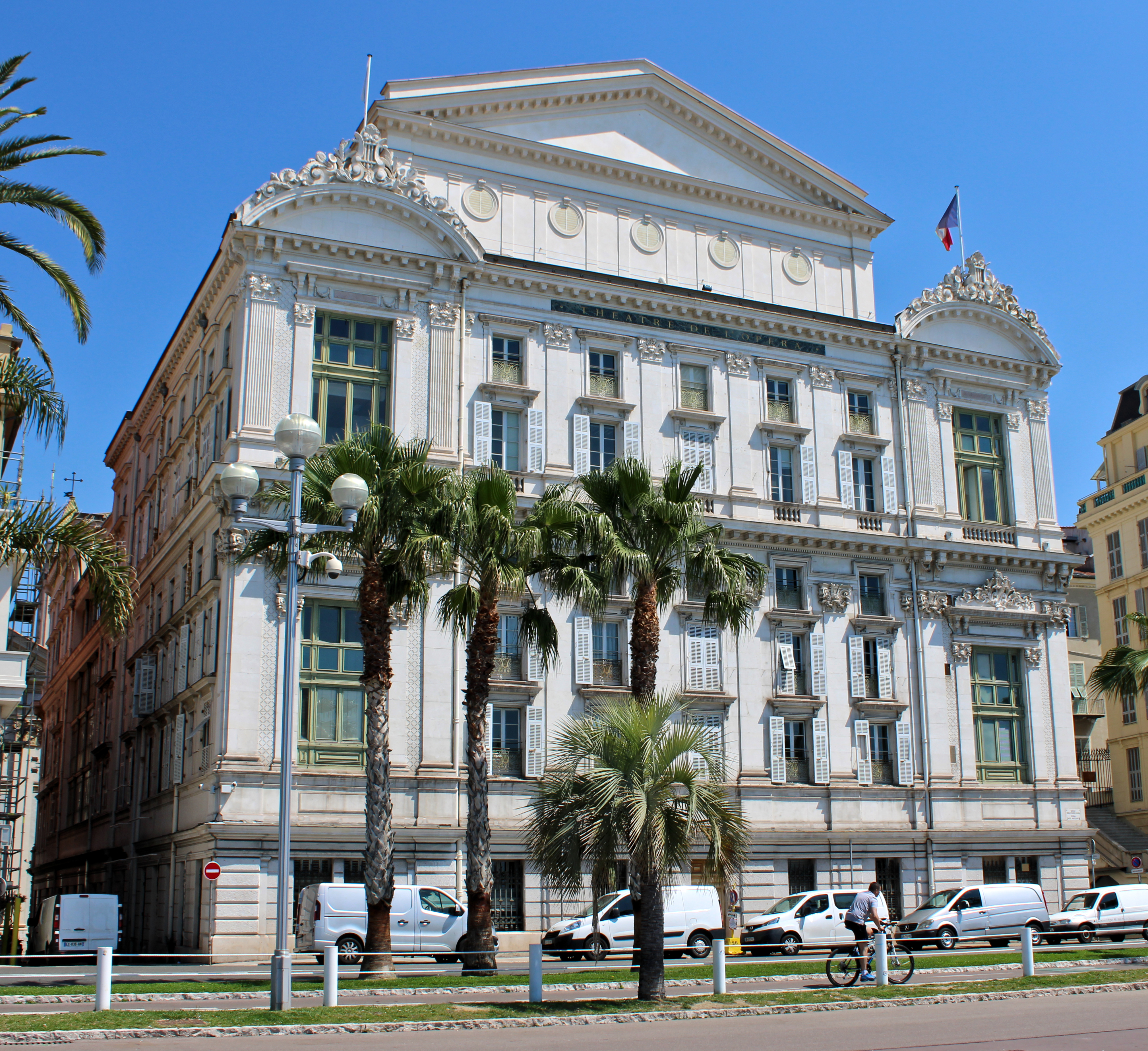
歌剧院南立面

尼斯歌剧院（Opéra de Nice）是法国尼斯主要的歌剧表演场地，位于尼斯旧城区，设有1083个座位。
该建筑有南北两面临街：南立面位于美国滨海路，北门位于圣方济各保拉街（rue Saint-François-de-Paule）。
1885年2月7日，尼斯市立剧院开幕，首演剧目为威尔第的《阿依达》。1902年，市立剧院改为尼斯歌剧院。
1992年，尼斯歌剧院被法国文化部列为国家历史古迹。